# Iglesia del convento de Franciscanos Descalzos
La iglesia del convento de Franciscanos Descalzos es un inmueble de la localidad española de El Puente del Arzobispo, en la provincia de Toledo. Único resto del antiguo convento de Franciscanos Descalzos, cuenta con el estatus de bien de interés patrimonial.

## Descripción
Se sitúa en el número 44 de la calle Talavera, en el límite noreste del término municipal de El Puente del Arzobispo con el de Alcolea de Tajo, pertenecientes ambos a la provincia de Toledo, en la comunidad autónoma de Castilla-La Mancha.
La iglesia, de proporciones muy elevadas, tiene planta de cruz latina con una imposta interior fuertemente remarcada. Cuenta con una sola nave de tres tramos que se cubren con bóveda de cañón con arcos formeros resaltados, y un crucero sobre el que campea una cúpula sobre pechinas. El sistema constructivo emplea muros de carga de fábrica de mampostería reforzados con sillares en las esquinas, y una cubierta de rollizos y pares de madera, tabla ripia y teja cerámica curva, rematada con alero de ladrillo moldurado.
Dispone de altar con ábside plano cubierto por bóveda de cañón y comunicado con el crucero mediante un arco de medio punto. Existe a los pies de la nave una compartimentación que separa uno de los tramos de la misma, que fragmenta la nave; allí se sitúa el coro por el que, a través de una puerta, se establecía la comunicación con el convento. Los huecos que presentan sus fachadas se encuentran en su mayoría recercados con granito. En la actualidad, la mayor parte de ellos están tapiados, al igual que el acceso a la edificación, originariamente dispuesto bajo un arco de ladrillo escarzano, y las comunicaciones con las dependencias conventuales.

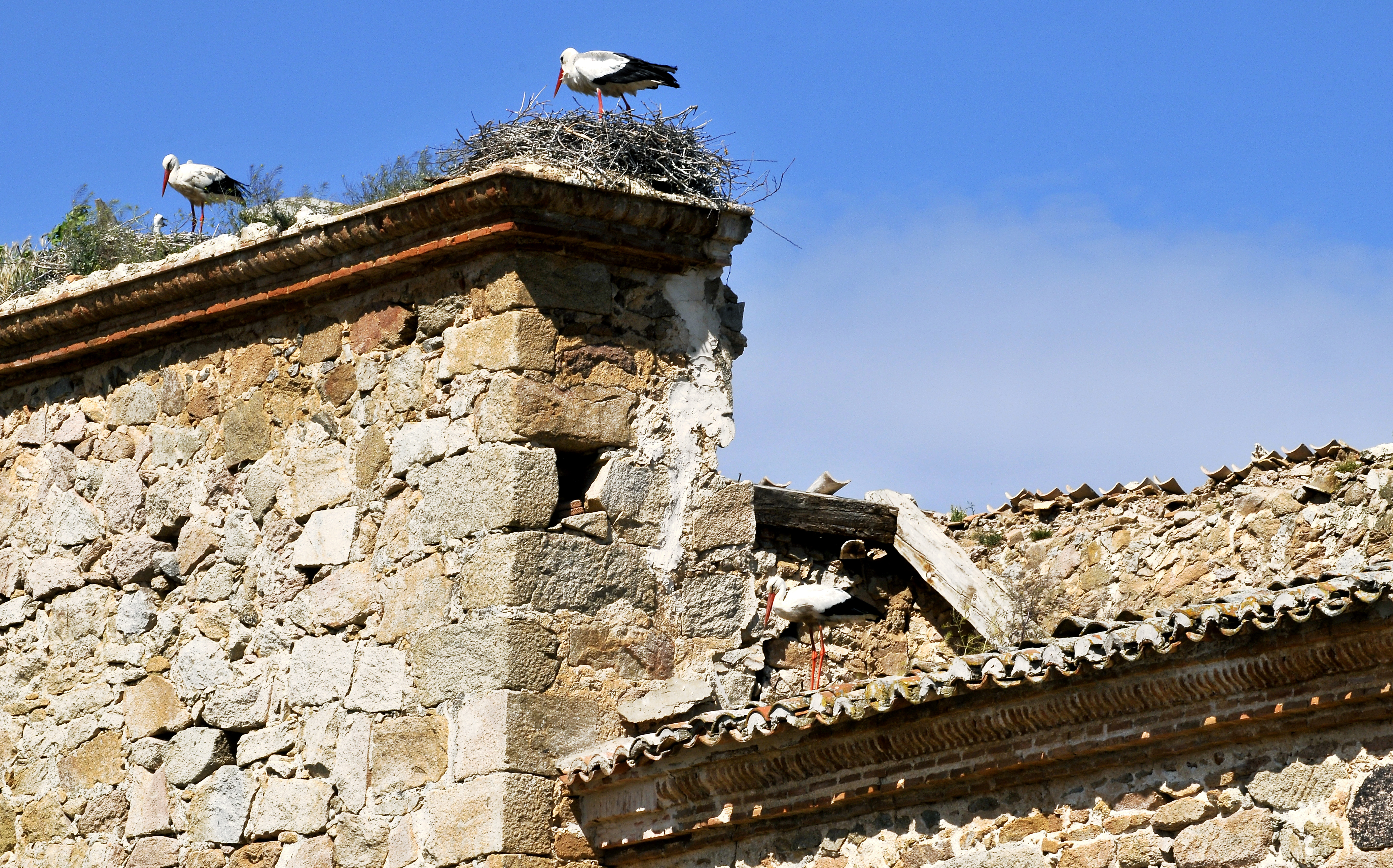
Cigüeñas y nidos en el edificio

A los pies de la iglesia se levanta una espadaña herreriana de ladrillo con frontón y arco de medio punto. Es de destacar la gran volumetría de la edificación, sobresaliendo el cuerpo del crucero sobre el resto de la misma.

## Historia
La iglesia es el único resto del antiguo convento de Padres Franciscanos Descalzos que se ubicaba en la localidad. Fue costeada en su totalidad por Juan de Villarroel. Medía 39 pasos, tenía cinco altares y un retablo mayor, se veneraba la imagen de Nuestra Señora del Majano, advocación que se debe a que, según la tradición, la Virgen se apareció sobre un montón de cantos o majano a un sacristán de Alía (hoy en Cáceres, antes en la tierra de Talavera y provincia de Toledo, hasta 1833).
La documentación conservada señala que la iglesia del convento se estaba construyendo en 1618 y dispone que se termine en 1620, pero en ninguno de los codicilios, de ese año y de 1621, se dice nada del estado de las obras. El recinto conventual se destruyó en el primer cuarto del siglo XIX. Cuando se produjo el abandono definitivo por parte de la comunidad religiosa, la iglesia se destinó a almacén de paja y aperos.
En la década de 1990 se produjo el derribo de todas las construcciones vinculadas al convento, siendo la iglesia la única superviviente del conjunto. Como consecuencia del derribo se puso al descubierto una bóveda de amplias dimensiones fabricada con mampostería y ladrillo. Desde entonces, la iglesia ha ido arruinándose, agravada por el desteje de parte de su tejado.
El 18 de julio de 2024 fue incluida en la Lista Roja de la asociación Hispania Nostra por el estado deficiente de conservación que amenaza con la pérdida integral del edificio.

## Estatus patrimonial
El edificio fue declarado bien de interés patrimonial, con la categoría de construcción de interés patrimonial, el 24 de mayo de 2017, mediante resolución publicada el 6 de junio de ese mismo año en el Diario Oficial de Castilla-La Mancha. El proceso se había iniciado el 31 de agosto del año anterior.